# Xylophis
Xylophis es un género de serpientes de la familia Xenodermatidae. Sus especies son endémicas del sur del subcontinente Indio.

## Especies
Se reconocen las 6 especies siguientes:
- Xylophis captaini Gower & Winkler, 2007
- Xylophis chenkaruppan Narayanan, Das, Ghosh, Palot, Umesh, Gower & Deepak, 2025[2]
- Xylophis deepaki Narayanan et al., 2021
- Xylophis mosaicus Deepak et al., 2020
- Xylophis perroteti (Duméril, Bibron & Duméril, 1854)
- Xylophis stenorhynchus (Günther, 1875)